# Dettensee
Dettensee ist einer von 17 Stadtteilen der Stadt Horb am Neckar. Das Dorf liegt im Südosten des Landkreises Freudenstadt im Bundesland Baden-Württemberg.
Die gegenwärtig 543 Einwohner zählende Ortschaft wurde urkundlich 816 erstmals als Tatinse erwähnt. Im Laufe der Jahrhunderte wechselte der Ort häufig den Besitzer, bis er 1803 an Hohenzollern-Sigmaringen fiel. Seither verblieb er bei allen Nachfolgeländern dieses Fürstentums. Im Zuge der Gebietsreform in Baden-Württemberg erfolgte 1971 die Eingemeindung nach Horb.

## Geographie
Die Gemarkungsfläche ist 2,94 km² groß und liegt auf einer leicht welligen Hochebene, die von einigen kleineren Tälchen durchfurcht und von den Flüssen Neckar und Eyach begrenzt wird. Dettensee liegt auf einer Höhe von 541 m ü. NN und ist im Süden und Osten von Waldbestand, ansonsten von Acker- und Weideland umgeben.

## Wirtschaft und Infrastruktur

### Verkehr
Dettensee hat über die L459 Anschluss an das Horber Teilstück der Bundesstraße 32 und damit an die A 81. Das Dorf ist an das Netz der Verkehrs-Gemeinschaft Landkreis Freudenstadt (VGF) gebunden, wodurch eine direkte Busverbindung nach Sulz und Horb besteht.

### Bildungseinrichtungen
Dettensee verfügt über einen städtischen Kindergarten. Grundschüler besuchen die Grundschule im Nachbarort Nordstetten.

### Medien
Als Tageszeitung sind in Dettensee der Schwarzwälder Bote aus Oberndorf und die Südwest-Presse aus Ulm mit ihrer Regionalausgabe Neckar-Chronik vertreten. Außerdem erscheint einmal wöchentlich das „Mitteilungsblatt der Stadtteile Nordstetten, Dettensee, Isenburg“.

## Geschichte

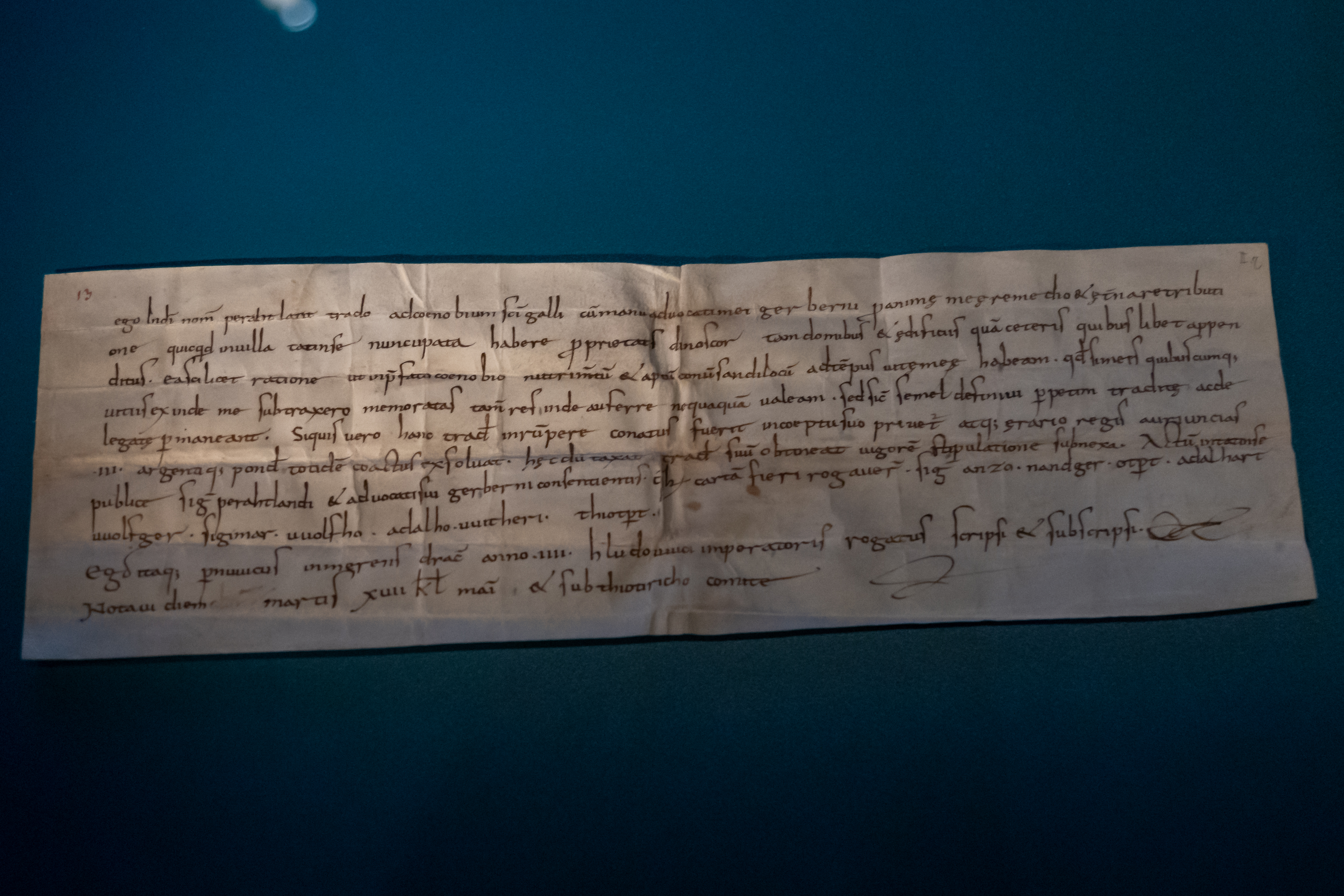
Perahtlant überträgt seine Güter in Dettensee an das Kloster St. Gallen, 15./14. Mai 816/817, Stiftsarchiv St. Gallen

Dettensee wurde erstmals im 9. Jahrhundert urkundlich erwähnt. Der Name des Ortes entwickelte sich aus dem Personennamen Detwin über Tettensee und Dattensöw zu Dettensee. Im örtlichen Dialekt ist der Name Dätsail gebräuchlich.
Dettensee wechselte bis ins 19. Jahrhundert hinein häufig seine Besitzer. Seit 1715 war es im Besitz des Klosters Muri in der Schweiz. Ab 1803 gehörte es durch den Reichsdeputationshauptschluss zum Fürstentum Hohenzollern-Sigmaringen.
Vom 18. bis ins 20. Jahrhundert existierte in Dettensee eine große jüdische Gemeinde mit eigener Synagoge und Friedhof. 1903 lebten in Dettensee 19 Juden. Die Tür der  Dettenseer  Synagoge kann zusammen mit dem Synagogensilber und anderen Erinnerungsstücken an die Dettenseer jüdische Gemeinde seit November 2011 als Teil der Dauerausstellung Spurensicherung – Jüdisches Leben in Hohenzollern in der ehemaligen Synagoge in Haigerloch besichtigt werden. Sie ist die einzige komplett erhaltene Synagogentür auf dem Gebiet des ehemaligen Landes Hohenzollern.
Im Zweiten Weltkrieg wurden viele Gebäude im Ort, unter anderem das Rathaus, zerstört.  Elf Juden wurden deportiert und starben später in Lagern.
Der Ort kam am 1. Dezember 1971 im Zuge der baden-württembergischen Gemeindereform zur Stadt Horb am Neckar, die später Große Kreisstadt wurde. Mit der Eingemeindung verbunden war auch der Wechsel vom Landkreis Hechingen in den Landkreis Horb, dessen Kreissitz Horb war. Am 1. Januar 1973 wurde der Landkreis Horb aufgelöst, sodass Dettensee als Stadtteil von Horb zum Landkreis Freudenstadt kam.

### Wappen

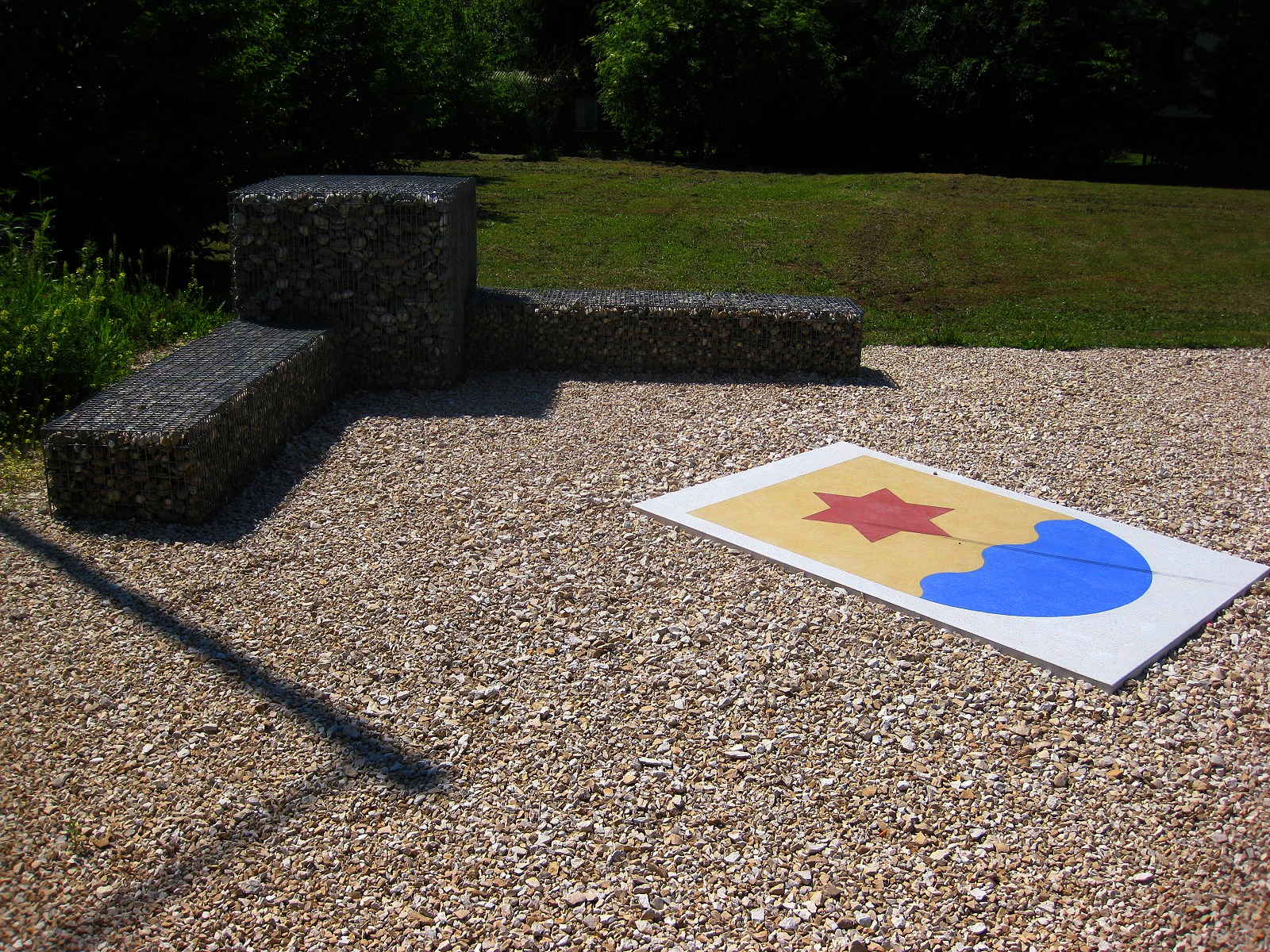
Das Wappen als Schmuck einer Bankgruppe im Ortskern von Dettensee

Das Wappen zeigt in Gold einen sechsstrahligen, roten Stern über erhöhtem blauen Wellenschildfluss. Der Wellenschildfluss bezieht sich sowohl auf die letzte Silbe des Ortsnamens als auch auf den nahegelegenen „Bodenlosen See“. Der Stern soll an die Herren von Neuneck, die Ortsbesitzer von 1596 bis 1620, erinnern, die einen goldenen Stern im roten Feld ihres Wappens führten. Um der heraldischen Farbregel, die über dem blauen Schildfluss kein rotes Feld zulässt, zu genügen, wurden die neuneckschen Farben umgekehrt.
Das Wappen wurde am 28. Februar 1969 vom Innenministerium verliehen.

## Kultur und Sehenswürdigkeiten

### Bauwerke

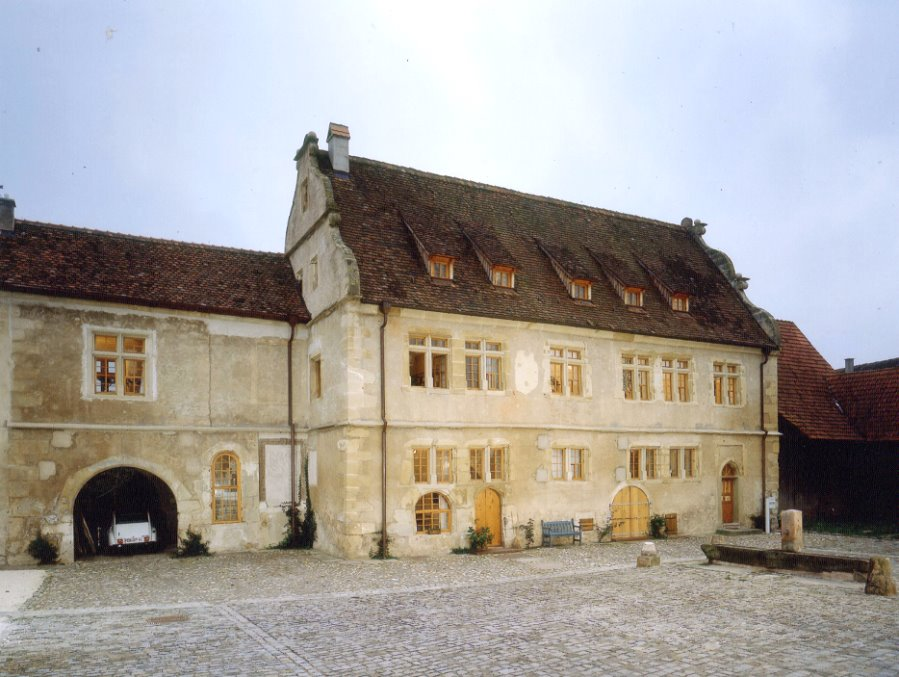
Das Vogteigebäude

- Christof Ladislaus Graf zu Nellenburg erbaute das Vogteigebäude zusammen mit der übrigen Schlossanlage um 1585 im Renaissance-Stil. Bis zum Jahr 1653 erfolgte ein größerer Umbau im Stil des Barock. Das Schloss selbst wurde schon im frühen 19. Jahrhundert wegen Baufälligkeit abgerissen. In den 1980er-Jahren erwarb der Architekt Albrecht Laubis das Gebäude und renovierte es unter Erhalt und Wiederherstellung großer Teile der ursprünglichen Bausubstanz. Seit 1992 steht das Gebäude unter Denkmalschutz.[6]

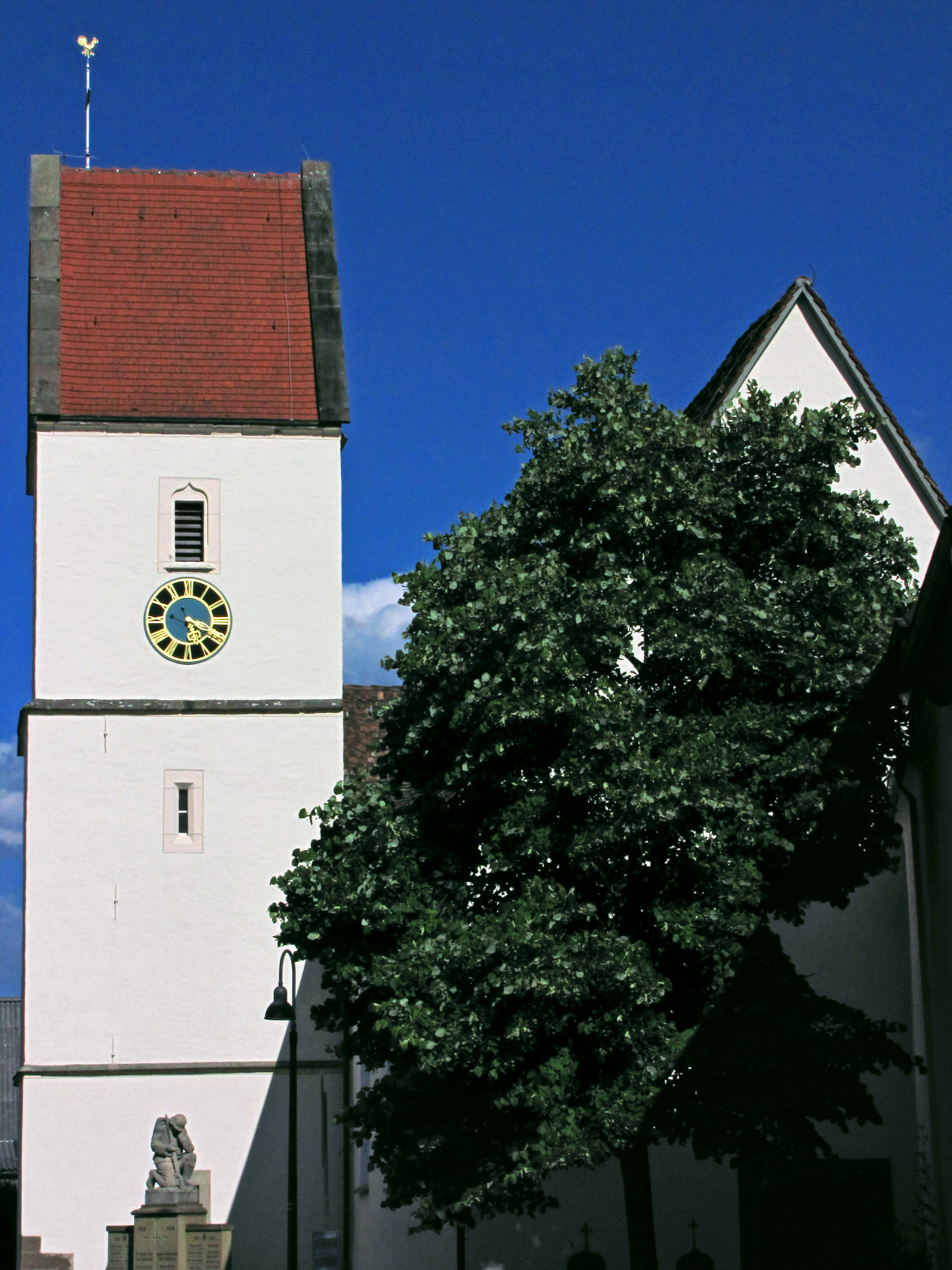
Glockenturm von St. Cyriakus

- Die Kirche, gewidmet dem heiligen Cyriakus, liegt im alten Ortskern nahe der Vogtei. Chor und Glockenturm stammen aus der Zeit um 1500. Das alte gotische Langhaus wurde im späten 16. Jahrhundert erweitert. Weitere Bauarbeiten fanden 1783 statt; das Kirchendach und möglicherweise die Stuckdecke stammen aus dieser Zeit. Im 19. Jahrhundert wurde die Sakristei erbaut. Das Gebäude besteht aus verputztem Bruchstein, im gotischen Teil sind auch hellbraune Sandsteinquader zu finden.

### Vereine
- Der Sport- und Schützenverein SSV Dettensee bietet die Sportarten Tennis, Fußball, Schießen und Gymnastik an. Die Sportanlagen liegen außerhalb des Ortes Richtung Süden.
- Der Gesangverein Liederkranz besitzt einen gemischten Chor, der auch als Kirchenchor aktiv ist.
- Der Obst- und Gartenbauverein verwaltet die Kleingarten-Anlage Welle.

### Regelmäßige Veranstaltungen
In Dettensee feiert man die schwäbisch-alemannische Fastnacht („Fasnet“). Traditionell findet am Fastnachts-Dienstag ein Umzug durch den Ort statt. Es gibt eine Narrenzunft mit zwei Figuren: Schandle und Hexen.

## Persönlichkeiten
- Der Maler, Fotograf und Erfinder Salomon Hirschfelder wurde am 16. Mai 1831 in Dettensee geboren. Er lebte lange Zeit in München, wo er am 10. Mai 1903 starb.[7]
- Der Schriftsteller Norbert Stern wurde am 3. April 1881 in Dettensee geboren und starb am 14. Juli 1964 in München.